# San Juan del Chaco
San Juan del Chaco ist eine Ortschaft im Departamento Santa Cruz im südamerikanischen Anden-Staat Bolivien.

## Lage im Nahraum
San Juan del Chaco ist zentraler Ort des Kanton Chaco im Landkreis (bolivianisch Municipio) Vallegrande in der Provinz Vallegrande. Die Ortschaft liegt nur wenige Kilometer von der Hauptdurchgangsstraße entfernt auf einer Höhe von 1772 m am Oberlauf des Río Ariruma, einem linken Zufluss des Río La Cienega im Tal von Trigal. Direkt westlich der Ortschaft endet die Talaue, die hier verlaufenden Bergrücken erreichen Höhen von bis zu 2400 m.

## Geographie
San Juan del Chaco liegt im Übergangsbereich zwischen der Anden-Gebirgskette der Cordillera Oriental im Norden und der Cordillera Central im Südwesten, und dem bolivianischen Tiefland im Osten. Das Klima in der geschützten Tallage ist ganzjährig warm und ausgeglichen, nicht so heiß und schwül wie im nahegelegenen Tiefland, aber auch weniger mild als im benachbarten Municipio Vallegrande.
Die mittlere Durchschnittstemperatur der Region liegt bei 22 °C (siehe Klimadiagramm Trigal) und schwankt nur unwesentlich zwischen 19 °C im Juli und 24 °C von November bis Januar. Der Jahresniederschlag beträgt etwa 650 mm, mit einer Trockenzeit von Mai bis September mit Monatsniederschlägen unter 25 mm und einer Feuchtezeit von Dezember bis Februar mit 100 bis 125 mm Monatsniederschlag.

## Verkehrsnetz
San Juan del Chaco liegt in einer Entfernung von 277 Straßenkilometern südwestlich von Santa Cruz, der Hauptstadt des gleichnamigen Departamentos.
Von Santa Cruz führt die asphaltierte Fernstraße Ruta 7 in westlicher Richtung nach Cochabamba und erreicht nach 187 Kilometern über Samaipata und La Angostura die Kleinstadt Mataral. Von dort zweigt die Ruta 22 in südlicher Richtung ab und erreicht nach 28 Kilometern Trigal und nach weiteren 25 Kilometern die Provinzhauptstadt Vallegrande. Zwei Kilometer südlich von Trigal zweigt eine Landstraße nach Westen ab und führt über das fünf Kilometer entfernte San Juan del Chaco in das 37 Kilometer entfernte Moro Moro, zentraler Ort des benachbarten Landkreises Moro Moro.

## Bevölkerung
Die Einwohnerzahl der Ortschaft ist in den vergangenen beiden Jahrzehnten geringfügig zurückgegangen:
| Jahr | Einwohner | Quelle       |
| ---- | --------- | ------------ |
| 1992 | 248       | Volkszählung |
| 2001 | 227       | Volkszählung |
| 2012 | 219       | Volkszählung |